# مارتن وونغ
مارتن وونغ (بالإنجليزية: Martin Wong)‏ هو رسام أمريكي، ولد في 11 يوليو 1946 في بورتلاند في الولايات المتحدة، وتوفي في 12 أغسطس 1999 في سان فرانسيسكو في الولايات المتحدة بسبب إيدز.